# Lazaret

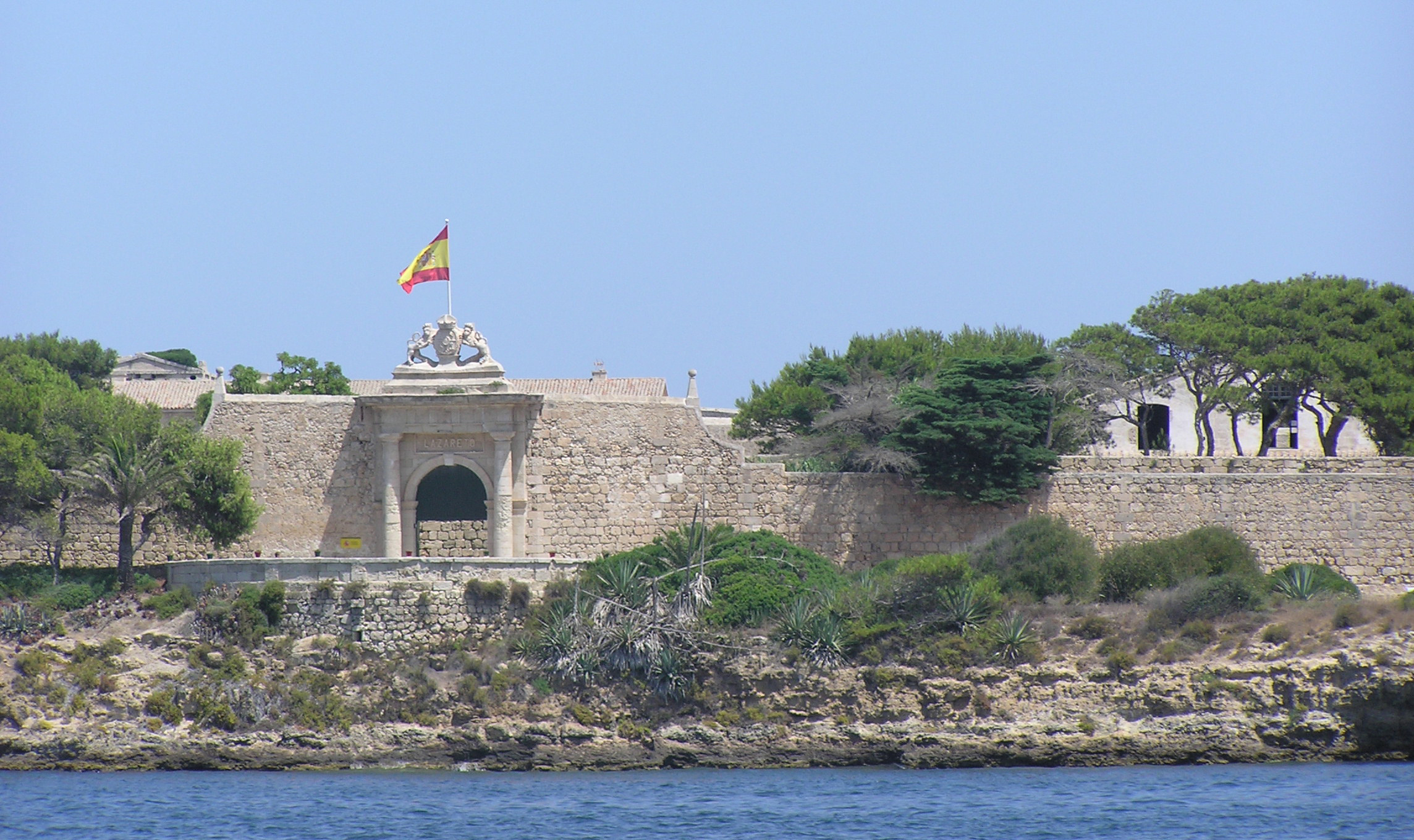
Główne wejście do lazaretu w Mahón na Minorce

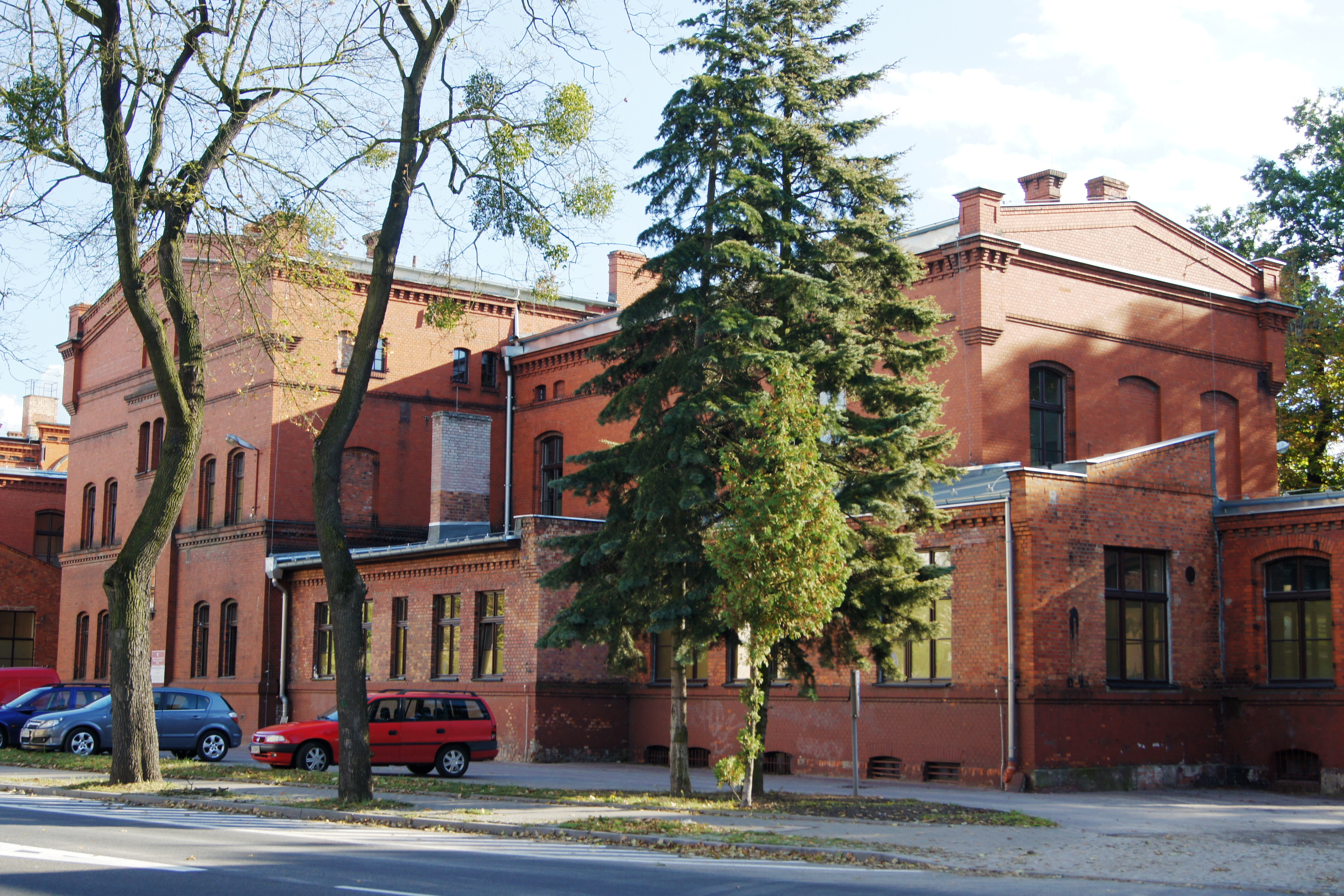
XIX w. lazaret Twierdzy Toruń, obecnie siedziba Specjalistycznej Przychodni Wojskowej w Toruniu

Lazaret (z wł. lazaretto – szpital polowy, przytułek, z wł. Lazar – Łazarz, oraz z wł. Nazaretto – Nazaret) – dawne określenie szpitala wojskowego, zwłaszcza polowego, który przeznaczony był do opatrywania zranionych podczas walk oraz izolacji i leczenia chorych żołnierzy.
Nazwa „lazaret” wywodzi się od imienia św. Łazarza, nadawanego dawniej szpitalom Zakonu Rycerzy od św. Łazarza, w których opiekowano się głównie chorymi na trąd. Na wyspie w pobliżu Wenecji stał kościół Santa Maria di Nazaretto. Po epidemii dżumy w latach 1347–1348 na wyspie tej zorganizowano miejsce kwarantanny, które później przekształciło się w leprozorium.
W okresie Odrodzenia nazwy lazaretto używano wobec niewielkich budowli w miejscach kwarantanny lub odosobnienia chorych, zwłaszcza w leprozoriach. Z czasem budynki te stały się przytułkami dla ciężko chorych i umierających prowadzonymi przez Zakon Rycerzy św. Łazarza, nazywanych lazarytami (lazarystami).
Pierwotne lazarety miały charakter budowli tymczasowych (zwykle drewnianych) stawianych na granicy leprozorium lub były innymi budynkami adaptowanymi do tego celu. Podobne adaptowane lecznice i przytułki zaczęły pojawiać się w pobliżu pól bitewnych (licznych w ówczesnej Europie), w których opiekowano się umierającymi rannymi żołnierzami, a także przeprowadzano zabiegi chirurgiczne, mogące ich uratować.
Nazwa lazaret nie jest używana w polskiej terminologii wojskowo-medycznej XXI wieku. W języku potocznym nazwą tą określano w przeszłości m.in.:
- wojskowe szpitale polowe, tj. tymczasowe szpitale urządzane w namiotach lub w adaptowanych budynkach (projekty „szkół tysiąclecia” budowanych w latach sześćdziesiątych i siedemdziesiątych w PRL uwzględniały takie zastosowanie) na szczeblu brygady, dywizji lub wyższych (brygadowy i dywizyjny punkt medyczny),
- ruchome szpitale ewakuacyjne (np. pociągi szpitalne, okręty szpitalne, samoloty szpitalne),
- szpitale izolacyjne dla chorych zakaźnych (lub osób poddawanych kwarantannie), organizowane w miejscach masowych zachorowań,
- szpitale w obozach jenieckich.

W niektórych miastach będących siedzibami dużych zgrupowań wojska budowano przy koszarach specjalne budynki będące izbami chorych lub stałymi szpitalami wojskowymi, które też nazywano „lazaretami”. Nie jest to w pełni poprawna nazwa, gdyż budynki o tym przeznaczeniu, powstające już w okresie Imperium Rzymskiego, nazywano (łac.) valetudinarium. Valetudinaria były zalążkiem wojskowej i państwowej służby zdrowia.